# Архиепархия Мобила
Архиепархия Мобила (лат. Archidioecesis Mobiliensis) — архиепархия Римско-Католической церкви с центром в городе Мобил, штат Алабама, США. В митрополию Мобила входят епархии Билокси, Бирмингема, Джексона. Кафедральным собором архиепархии Мобила является Собор Непорочного зачатия Пресвятой Девы Марии.

## История

Герб архиепархии Мобила

29 августа 1825 года Святой Престол учредил Апостольский викариат Алабамы, выделив его из епархии Луизианы и епархии Флориды (сегодня — Архиепархия Нового Орлеана).
15 мая 1829 года Римский папа Пий VIII издал бреве «Inter multiplices», которым преобразовал Апостольский викариат Алабамы в епархию Мобила. В 1829 году епархия Мобила вошла в митрополию Балтимора.
3 июля 1850 года епархия Мобила передала часть своей территории новой епархии Саванны. 9 июля 1850 года епархия Мобила вошла в митрополию Нового Орлеана.
30 апреля 1954 года епархия Мобила была переименована в епархию Мобила-Бирмингема, которая 28 июня 1969 года была разделена на епархию Мобила и епархию Бирмингема.
29 июля 1980 года епархия Мобила была возведена в ранг архиепархии.

## Ординарии архиепархии
- епископ Майкл Портье[англ.] (26.08.1825 — 14.05.1859);
- епископ Джон Куинлан[англ.] (26.09.1859 — 09.03.1883);
- епископ Доминик Мануки[англ.] (18.01.1884 — 27.09.1884);
- епископ Джереми О’Салливан[англ.] (16.08.1885 — 10.08.1896);
- епископ Эдвард Патрик Аллен[англ.] (19.04.1897 — 21.10.1926);
- епископ Томас Джозеф Тулен[англ.] (28.02.1927 — 29.09.1969) — архиепископ ad personam с 1954;
- епископ Джон Лоуренс Мэй[англ.] (29.09.1969 — 24.01.1980) — назначен архиепископом Сент-Луиса;
- архиепископ Оскар Хью Липскомб[англ.] (29.07.1980 — 02.04.2008);
- архиепископ Томас Джон Роди[англ.] (2.04.2008 — 1.07.2025);
- архиепископ Марк Стивен Ривитузо[англ.] (с 1.07.2025).

## Источник
- Annuario Pontificio, Libreria Editrice Vaticana, Città del Vaticano, 2003, ISBN 88-209-7422-3
- Бреве Inter multiplices,  Bullarium pontificium Sacrae congregationis de propaganda fide, т. V, Romae, 1841, стр. 46 Архивная копия от 2 апреля 2015 на Wayback Machine  (лат.)